# Park Narodowy El Palmar
Park Narodowy El Palmar – park narodowy leżący w Argentynie na obszarze prowincji Entre Ríos. Ma powierzchnię 85 km². Objęty jest konwencją ramsarską poprzez włączenie do obszaru Ramsar Palmar Yatay. Został także uznany za Important Bird Area.

## Warunki naturalne
Park narodowy leży w ekoregionie Espinal („Central Argentina ecoregion”). Obszar parku jest pofałdowany, cechuje go uboga w próchnicę, piaszczysta gleba; wzgórza skalne utworzone są z czerwonego piaskowca. Północną granicę parku wyznacza rzeka Urugwaj. Obszar parku wraz z całym obszarem Ramsar przecinają licznie rzeki okresowe i stałe, strumienie i pomniejsze potoki, występują również bagna. Z powodu umiejscowienia miejsca na pograniczu ekoregionów Espinal i Pampa występują cechy środowiska charakterystyczne dla regionów.

## Flora
Celem utworzenia parku była ochrona palm Butia yatay. Występują drzewa z gatunków Prosopis affinis, Schinus longifolia i Celtis tala. W charakterze gatunku inwazyjnego występują Melia azedarach oraz ognik szkarłatny (Pyracantha coccinea). Występują lasy łęgowe i galeriowe; występują w nich Eugenia cisplatensis (mirtowate), Allophylus edulis (mydleńcowate) i Sapium haematospermum (wilczomleczowate). Poza B. yatay jedynym arekowcem jest Syagrus romanzoffiana. Występuje także m.in. sit dwudzielny (Juncus bufonius). Najliczniejszymi pod względem gatunków rodzinami na terenie parku są astrowate (najwięcej gatunków z rodzajów Baccharis, Eupatorium i Vernonia) i wiechlinowate (m.in. proso włosowate, Panicum capillare).
Występują również grzyby. Najliczniejsi są przedstawiciele Acaulospora (12 gatunków i jeden dotąd nieopisany) oraz Glomus (14 gatunków i jeden nierozpoznany). Prócz wymienionych rodzajów, licznie pod względem gatunków występuje także rodzina Gigasporaceae z przedstawicielami z rodzajów Gigaspora i Scutellospora.

## Fauna
Na rok 2008 odnotowano 35 gatunków ssaków. Są to na przykład pancernik dziewięciopaskowy (Dasypus novemcinctus), majkong (Cerdocyon thous), kot argentyński (Oncifelis geoffroyi), wydra długoogoniasta (Lontra longicaudis), grizon mniejszy (Galictis cuja), kapibara (Hydrochoerus hydrochaeris), tukotuko obrożny (Ctenomys torquatus) i nutria (Myocastor coypus). Do 18 odnotowanych gatunków płazów należą Rhinella fernandezae, Rhinella schneideri, Dendropsophus sanborni, Hypsiboas pulchellus, Scinax granulatus, Scinax nasicus, Scinax squalirostris i Pseudopaludicola falcipes. Stwierdzono 33 gatunki ryb (najwięcej z rodziny kąsaczowatych) i 32 gatunki gadów.

### Awifauna
Ostoja ptaków IBA została utworzona ze względu na gatunki spełniające kryterium A1 - zagrożone w skali globalnej. Są to dwa zagrożone gatunki: osiadła kardynałka (Gubernatrix cristata) i obecny na przelotach ziarnojadek bagienny (Sporophila palustris), narażony i obecny na przelotach ziarnojadek kasztanowaty (Sporophila cinnamomea) oraz gatunki bliskie zagrożenia - osiadłe nandu szare (Rhea americana), zimujący lelkowiec sierposkrzydły (Eleothreptus anomalus) oraz przelatujący ziarnojadek moczarowy (Sporophila ruficollis). Prócz gatunków zagrożonych występuje np. kamionek rudy (Pseudoseisura cristata) oraz mnicha (Myiopsitta monachus).